# Omicidio Calabresi
L'omicidio Calabresi è il nome con cui i mass media sono soliti riferirsi all'assassinio del commissario di polizia e addetto all'ufficio politico della Questura di Milano, Luigi Calabresi, avvenuto il 17 maggio 1972 dinanzi alla sua abitazione per mano di un commando di due militanti di Lotta Continua a colpi di arma da fuoco.
Dopo un iter processuale particolarmente travagliato solo nel 1997 si giunse a una sentenza in Corte di cassazione che condusse ad arresti e condanne definitive: questa individuò Ovidio Bompressi e Leonardo Marino (collaboratore di giustizia sulle cui parole si basò l'accusa) come esecutori materiali del delitto e Giorgio Pietrostefani e Adriano Sofri come mandanti e condannati per il reato di concorso morale in omicidio, ma senza l'aggravante del terrorismo. I quattro appartenevano all'epoca dell'omicidio alla formazione extraparlamentare Lotta Continua, della quale Sofri e Pietrostefani erano stati fondatori e che all'epoca erano avversari del commissario Calabresi da loro accusato della morte dell'anarchico Giuseppe Pinelli dopo la strage di piazza Fontana.

Contro l'accusa e la seguente condanna di Sofri, Bompressi e Pietrostefani si schierò un ampio movimento d'opinione politicamente attivo nella sinistra, con risonanza anche fuori dall'Italia. Secondo tale movimento le contraddizioni del pentito Marino sarebbero tali da far dubitare del suo racconto sulle circostanze del delitto (da essi attribuito ad altri ambienti politici), in particolare sull'effettivo ruolo di Bompressi (il quale aveva un alibi, ammesso all'esame solo in fase di revisione e comunque ignorato nella sentenza), ma anche, in persone propense a credere all'onestà del pentito, sull'effettiva partecipazione di Sofri (specie sul fatto che davvero l'avesse ordinato o ne fosse a conoscenza), invalidando quindi la chiamata in correità e configurando il tutto come un caso di errore giudiziario e persecuzione politico-mediatica contro l'intero movimento della sinistra extraparlamentare degli anni di piombo. Essi si basarono anche su affermazioni, viste come incertezza dell'accusa, ripetute negli anni: l'avvocato di Marino, Gianfranco Maris, dichiarò nel 2000, dopo il rigetto del processo di revisione che confermò la condanna: 
 Alla domanda «Non ha mai pensato che in realtà fu Pietrostefani a decidere l'omicidio, e che Sofri subì la decisione?», Marino rispose: «Questo non lo posso sapere. Sicuramente “Pietro” era più propenso a passare alla lotta armata. Però ripeto: non lo posso sapere». Alcuni criticano la sentenza poiché sarebbe basata su una chiamata in correità singola, che non verrebbe suffragata da elementi concreti ma solo dal libero convincimento del giudice sulla sincerità del pentito.
Nonostante questo impegno mediatico profuso da molti a favore degli accusati si è giunti comunque alla loro condanna con sentenza definitiva, mentre la richiesta di revisione del processo è stata rigettata dai giudici.

## Il contesto storico
Il delitto fu consumato nel periodo detto degli opposti estremismi o degli anni di piombo immediatamente successivo alla contestazione studentesca. Il commissario Luigi Calabresi era addetto alla squadra politica della Questura di Milano, in tale veste veniva spesso incaricato di seguire le manifestazioni, frequenti a quel tempo a Milano, occupandosi dell'attività dei gruppi estremisti. Il 19 novembre 1969 era stato ucciso durante una manifestazione a Milano l'agente Antonio Annarumma e il fatto aveva avuto grossa risonanza.
Il commissario era presente ai funerali per le sue funzioni istituzionali, e in tale occasione era intervenuto per difendere Mario Capanna (leader del Movimento Studentesco) dal linciaggio della folla. Le indagini non permisero di individuare i colpevoli e il caso rimase irrisolto. Il 12 dicembre 1969 aveva avuto luogo la strage di piazza Fontana: una bomba, di matrice neofascista (come si accerterà), posta nella sede della Banca Nazionale dell'Agricoltura di quella piazza del centro di Milano aveva provocato la morte di diciassette persone e il ferimento di ottantotto.

## Le indagini su piazza Fontana

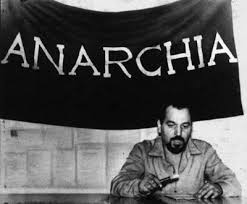
Il ferroviere anarchico Giuseppe Pinelli al Circolo Ponte della Ghisolfa.

Le indagini sull'attentato terroristico vennero orientate inizialmente nei confronti di tutti i gruppi in cui potevano esserci estremisti; furono fermate per accertamenti circa 80 persone, in particolare tre anarchici del circolo anarchico Ponte della Ghisolfa.
Il giorno della strage vi fu tra i fermati un esponente dei movimenti anarchici milanesi: Giuseppe Pinelli, ferroviere che lavorava nella stazione di Porta Garibaldi, assieme a Pietro Valpreda (assolto dopo alcuni anni, come tutti gli altri imputati). Pinelli fu convocato in Questura, dove andò di sua volontà, per accertamenti ove fu interrogato in modo estenuante per verificarne l'alibi, che all'inizio appariva impreciso.
Il 15 dicembre l'anarchico precipitò dalla finestra dell'ufficio del commissario Calabresi, uno tra gli incaricati delle indagini sul caso di piazza Fontana, morendo ore dopo all'ospedale Fatebenefratelli: Pinelli era stato trattenuto per ben tre giorni consecutivi, in evidente violazione dei limiti allora previsti dalla legge.

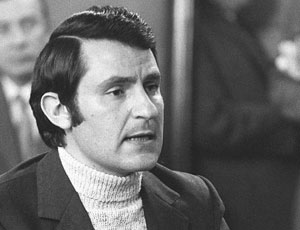
Il commissario Luigi Calabresi.

Su questo evento si innescò la dura polemica sulle responsabilità dell'azione investigativa e sulle responsabilità materiali degli inquirenti, incluso il sospetto di un loro intervento fisico diretto come causa della caduta di Pinelli, e il sospetto che il commissario Calabresi e il questore Marcello Guida fossero presenti nella stanza dalla cui finestra cadde l'anarchico. Luigi Calabresi dichiarò di non essere stato presente nella stanza ove avveniva l'interrogatorio di Pinelli al momento della sua caduta, in quanto chiamato a rapporto dal suo superiore. Altri cinque addetti alle forze dell'ordine, tra cui un tenente dei carabinieri e quattro addetti alla polizia, procedevano all'interrogatorio ed erano presenti nella stanza al momento della caduta: essi confermarono la loro presenza e l'assenza del commissario.
L'inchiesta sulla morte di Pinelli fu condotta dal magistrato Gerardo D'Ambrosio, che nell'ottobre del 1975 escluse sia l'ipotesi del suicidio – emersa nei primi tempi dalle testimonianze dei poliziotti, ma che si rivelò infondata quando si verificò la solidità dell'alibi di Pinelli – sia quella dell'omicidio.
La sentenza definì la morte come accidentale, a causa di un malore che provocò uno slancio attivo e «l'improvvisa alterazione del centro di equilibrio».
Sempre nel dispositivo di sentenza, D'Ambrosio scrisse: «L'istruttoria lascia tranquillamente ritenere che il commissario Calabresi non era nel suo ufficio al momento della morte di Pinelli».
Il fatto che la sentenza escludesse la responsabilità delle forze dell'ordine suscitò reazioni polemiche di vario tono, principalmente nel mondo sociale, politico e culturale facente capo alla sinistra.

## Reazioni nella sinistra politica, anche extraparlamentare
Varie voci dalla sinistra politica presero a bersaglio il commissario Luigi Calabresi che era noto, per compiti di ufficio, per essere spesso inviato a sorvegliare le manifestazioni dell'estrema sinistra, nonché per essere sostenitore della pista anarchica.

### Campagna mediatica contro il commissario Calabresi
In particolare il movimento extraparlamentare Lotta Continua si distinse per una campagna di stampa attraverso il proprio giornale contro Luigi Calabresi dai toni assai violenti, identificandolo come maggior responsabile della morte di Giuseppe Pinelli: nel 1989 Giampiero Mughini, uno dei direttori responsabili di Lotta Continua, scrisse una lettera aperta al figlio del commissario riconoscendo l'innocenza del padre e gli eccessi accusatori del suo giornale.

#### L'articolo suLotta Continuadel 6 giugno 1970
Particolarmente pesante fu un articolo, anonimo, ma non a firma di Adriano Sofri, direttore del quotidiano. Esso diceva:
(Un'amnistia per Calabresi?, Lotta Continua, 6 giugno 1970, p. 15.)

La citazione sul «bufalo inferocito», secondo quanto ipotizzato da Sofri, sarebbe forse di origine maoista. L'articolo, intitolato Un'amnistia per Calabresi, contiene anche una vignetta con Calabresi raffigurato come un boia accanto a una ghigliottina, però prende le distanze dalle frasi murali che invitano a uccidere il commissario, in quanto la morte avrebbe evitato il giusto processo: 
Nell'articolo compaiono però anche parole di minaccia, che lo stesso Adriano Sofri ha definito in seguito «raccapriccianti», riferite al giudice Caizzi, al questore Guida e a Sabino Lo Grano di cui si parla nel paragrafo precedente:
La versione citata spesso e derivata dal libro di Gemma Capra Calabresi e Luciano Garibaldi, secondo Adriano Sofri, non riporta le numerosi frasi sul processo: nella versione completa l'articolo appare molto pesante e duro, ma è messo bene in chiaro che Lotta Continua auspicava la condanna di Guida e Calabresi dentro un'aula di Tribunale (rifiutando perciò l'amnistia che coprisse anche il reato di diffamazione mosso ad alcuni attivisti del movimento, nonostante si dica in un capoverso che non esigono una nuova denuncia), e non l'omicidio dei due funzionari, come fatto intendere nella versione incompleta.

#### Pubblicazioni di Camilla Cederna e altri
A questa campagna accusatoria si unì la giornalista Camilla Cederna (secondo una leggenda metropolitana autrice dell'articolo citato, cosa in realtà non vera) che oltre ad articoli sul settimanale L'Espresso, diretto da Eugenio Scalfari, scrisse il libro Pinelli. Una finestra sulla strage, nel quale sottolineava le responsabilità del commissario nella morte dell'anarchico. A causa di questi giudizi il questore di Milano, all'indomani dell'assassinio, l'additò come «mandante morale» dell'omicidio Calabresi. Un'altra opera di contenuto analogo, con prefazione del deputato del PSI Riccardo Lombardi, fu pubblicata nel 1971 dal giornalista dell'Avanti Marco Sassano.
Ne seguirono querele da parte di Calabresi che portarono alla condanna di alcuni esponenti di Lotta Continua ma che contribuirono anch'esse ad acuire tensioni e contrasti, dando luogo a nuove, accese discussioni sull'operato del commissario Calabresi.
Nel 1971 Camilla Cederna fu la principale ispiratrice della lettera aperta pubblicata sul settimanale L'Espresso contro il commissario Calabresi e i magistrati che, secondo la giornalista, lo avevano tutelato durante l'inchiesta sul caso Pinelli. Quando Calabresi fu freddato di fronte alla sua abitazione, la giornalista si trovò al centro di dure contestazioni iniziate con il commento accusatorio del prefetto Libero Mazza ai giornalisti radunati, tra cui la stessa Cederna, all'ospedale San Carlo mentre all'interno veniva composto il cadavere del commissario. Il commento fu: «E pensare che è tutta colpa di quella carogna di Camilla Cederna che col suo libro su Pinelli e contro Calabresi, tra l'altro, ha guadagnato decine di milioni».
Nel 1991 Vittorio Sgarbi, in una trasmissione televisiva, affermò: «Camilla Cederna è stata quasi la mandante dell'omicidio Calabresi perché ha scritto un libro contro di lui, incriminandolo come se fosse stato l'assassino del famoso anarchico Pinelli». Successivamente la Cederna chiese un risarcimento danni per 100 milioni di lire che in primo grado le fu riconosciuto. In secondo grado, nel 2000, la Corte d'appello di Milano ritenne che Sgarbi avesse esercitato un legittimo diritto di critica e revocò il risarcimento. Contro questa sentenza gli eredi della scrittrice ricorsero in Cassazione ma il ricorso venne rigettato con la sentenza n. 559/05, depositata il 13 gennaio 2005.
Su Calabresi vengono diffuse notizie completamente false e inventate. Scrissero che era un agente della CIA addestrato negli Stati Uniti, anche se non vi aveva mai messo piede né parlava inglese, e che era stato «l'uomo di fiducia del generale Edwin Walker, uomo di Barry Goldwater». Pur sconsigliato dalla moglie, Calabresi aveva chiesto ai suoi superiori, ottenendone l'assenso dopo molte esitazioni, di poter querelare per diffamazione Lotta Continua, che conduceva contro di lui una feroce campagna di stampa: e il processo al foglio calunniatore s'era presto trasformato in un processo al calunniato.
Il quotidiano extraparlamentare scrisse inoltre: «È chiaro a tutti che sarà Luigi Calabresi a dover rispondere pubblicamente del suo delitto contro il proletariato. E il proletariato ha già emesso la sua sentenza: Calabresi è responsabile dell'assassinio di Pinelli e Calabresi dovrà pagarla cara... È per questo che nessuno, e tantomeno Calabresi, può credere che quanto diciamo siano facili e velleitarie minacce. Siamo riusciti a trascinarlo in Tribunale, e questo è certamente il pericolo minore per lui, ed è solo l'inizio. Il terreno, la sede, gli strumenti della giustizia borghese, infatti, sono giustamente del tutto estranei alle nostre esperienze... Il proletariato emetterà il suo verdetto, lo comunicherà e ancora là, nelle piazze e nelle strade, lo renderà esecutivo... Sappiamo che l'eliminazione di un poliziotto non libererà gli sfruttati: ma è questo, sicuramente, un momento e una tappa fondamentale dell'assalto del proletariato contro lo Stato assassino.».

#### L'appello pubblicato suL'Espresso
Il settimanale L'Espresso, in tre successivi numeri apparsi in edicola a partire dal 13 giugno 1971, pubblicò un appello in cui Calabresi era definito «un commissario torturatore» e «il responsabile della fine di Pinelli», formulando accuse a magistrati e altri soggetti che avrebbero ostacolato l'accertamento delle responsabilità in favore di Calabresi. L'appello fu sottoscritto da numerosi intellettuali, politici e giornalisti.
Oggi come ieri – quando denunciammo apertamente l'arbitrio calunnioso di un questore, Michele Guida, e l'indegna copertura concessagli dalla Procura della Repubblica, nelle persone di Giovanni Caizzi e Carlo Amati – il nostro sdegno è di chi sente spegnersi la fiducia in una giustizia che non è più tale quando non può riconoscersi in essa la coscienza dei cittadini. Per questo, per non rinunciare a tale fiducia senza la quale morrebbe ogni possibilità di convivenza civile, noi formuliamo a nostra volta un atto di ricusazione.
Una ricusazione di coscienza – che non ha minor legittimità di quella di diritto – rivolta ai commissari torturatori, ai magistrati persecutori, ai giudici indegni. Noi chiediamo l'allontanamento dai loro uffici di coloro che abbiamo nominato, in quanto ricusiamo di riconoscere in loro qualsiasi rappresentanza della legge, dello Stato, dei cittadini.»
(Testo dell'appello.)
Tra i sottoscrittori (757 in tutto) c'erano Umberto Eco, Paolo Portoghesi, Lucio Colletti, Tinto Brass, Paolo Mieli, Cesare Zavattini, Giovanni Raboni, Giulio Carlo Argan, Domenico Porzio, Giuseppe Samonà, Salvatore Samperi e Natalia Ginzburg, oltre ad altre personalità d'indiscutibile livello culturale e morale come Norberto Bobbio, Federico Fellini, Mario Soldati, Carlo Levi, Paolo Spriano, Alberto Moravia, Primo Levi, Lalla Romano, Giorgio Bocca, Eugenio Scalfari, Andrea Barbato, Vittorio Gorresio e Carlo Ripa di Meana.
L'elenco integrale dei sottoscrittori fu reso disponibile, a seguito di una ricerca di archivio, in rete intorno al 2008 sulla piattaforma splnder, poi su iobloggo e oggi si trova in varie forme non sempre complete: in particolare la ri-edizione di quanto riportato dalle due piattaforme di blog è presente oggi in medium.
Quasi vent'anni dopo L'Europeo intervistò alcuni firmatari chiedendo se non avessero rinnegato quell'adesione: Samperi disse che «ognuno ha il diritto di sostenere che bisogna prendere le armi, senza che questo significhi prenderle», Argan sostenne di non ricordare nulla e di non volerne più parlare, mentre la Ginzburg disse stupita «non so cosa si vuole da me, non ho niente da dichiarare». Domenico Porzio raccontò: «Eravamo giovani e scatenati», ma Saverio Vertone osservò, in un commento, che all'epoca Porzio doveva avere almeno 45 anni.

#### Le minacce a Calabresi sui muri e per lettera

Scritta sul muro contro il commissario Calabresi.

Le minacce e le intimidazioni isolarono il commissario.
In questo clima di tensione il commissario subì forti intimidazioni e minacce via lettera e con scritte sui muri; si rese conto di essere pedinato e lo annotò, tuttavia nessuna scorta gli venne mai assegnata.
Quando gli fu consigliato di portare con sé la sua Beretta 6,35, rispose che se avessero deciso di ucciderlo gli avrebbero sparato alle spalle, come in effetti avvenne, ed in tal caso la pistola non gli sarebbe servita.
Calabresi, nella campagna di calunnie e isolamento, trovò conforto nella fede, tanto da dichiarare: «Se non fossi cristiano, se non credessi in Dio, non so come potrei resistere...».

## L'omicidio di Luigi Calabresi
Il 17 maggio 1972 alle ore 9:15 il commissario Luigi Calabresi fu assassinato a Milano in via Francesco Cherubini, traversa di Corso Vercelli, di fronte al civico nº 6, vicino alla sua abitazione, mentre si avviava alla sua auto per andare in ufficio: il killer attese Calabresi sul marciapiedi fingendo di leggere il giornale, poi tirò fuori la pistola (una rivoltella a canna lunga Smith & Wesson, con proiettili calibro 38) sparando un colpo alla schiena e uno alla testa. Secondo una perizia tecnica del 1999, è possibile che i proiettili provenissero da due pistole diverse.
Calabresi fu soccorso ma venne dichiarato morto all'ospedale. Lasciò la moglie Gemma Capra, incinta, e due figli: Mario (che diventerà noto giornalista e scrittore e che ha raccontato la storia della sua famiglia nel libro Spingendo la notte più in là) e Paolo. Il terzo figlio, Luigi, nascerà pochi mesi dopo la sua morte.
Il sostituto procuratore Guido Viola dichiarò a caldo: «A questo punto siamo arrivati con certe campagne di stampa. Non è giusto che l'opinione pubblica venga indirizzata in un certo modo. Esistono delle responsabilità morali. Si fa presto a dire che Pinelli è stato buttato giù e che Feltrinelli è stato assassinato, senza conoscere gli atti: bisogna dimostrarlo. Come si creano gli innocenti così si creano i colpevoli».
Il commissario Luigi Calabresi, in quel periodo, partendo da sue indagini sulla morte di Giangiacomo Feltrinelli (dilaniato da una bomba su un traliccio di Segrate), stava investigando su un traffico internazionale di esplosivi e d'armi che sarebbe avvenuto attraverso il confine triestino e quello svizzero, e che riguardava l'estrema destra neonazista. Secondo alcune testimonianze il killer di Calabresi era un uomo giovane e alto a volto scoperto, che dopo aver sparato riattraversò la strada e salì su una Fiat 125 blu che si dileguò nel traffico, e di cui uno dei testimoni prese la targa. Vennero compilati, da parte della polizia, identikit sia del killer sia di colui che avrebbe acquistato un ombrello ritrovato nell'auto, usata e poi abbandonata.
Così riporta un articolo su l'Unità:

Uno degli identikit diffusi inizialmente dalla polizia, ritraente il volto del killer che sparò a Calabresi secondo le descrizioni dei testimoni oculari.

Nel periodo che seguì l'omicidio Calabresi avvennero molti attentati contro altri dipendenti dello Stato impegnati contro il terrorismo.
Tali attentati ebbero uno scopo punitivo e ammonitivo al contempo, e le indagini nei confronti degli autori degli attentati risultarono particolarmente difficili.

### I commenti del giornaleLotta Continua
Il 18 maggio 1972 il giornale Lotta Continua titolò: Ucciso Calabresi, il maggior responsabile dell'assassinio di Pinelli.
Nel commentare il delitto il quotidiano, collegando idealmente il fatto con l'attentato al politico statunitense George Wallace, di cui aveva dato notizia il giorno precedente, scrisse:
Lo stesso giorno il quotidiano ripubblicò l'articolo scritto dopo la morte di Pinelli e una breve biografia di Calabresi, dove si ricordavano i suoi esordi come pubblicista, si ipotizzava che fosse stato addestrato dalla CIA, lo si accusava di essere tra gli organizzatori della strage di piazza Fontana, ideata (secondo il quotidiano) per accusare gli anarchici e, se si fosse riuscito, anche Giangiacomo Feltrinelli. Sempre secondo la ricostruzione del quotidiano rientravano in questo progetto gli arresti di anarchici compiuti dalla polizia guidata da Calabresi dopo le bombe del 25 aprile 1969, attentati che anni dopo si riveleranno invece opera del movimento neofascista Ordine Nuovo.
Il leader di LC Sofri rifiutò però di intitolare Giustizia è fatta, come chiesto da alcuni, né LC rivendicò tale delitto.

## Le indagini
Le indagini seguite all'omicidio non produssero riscontri se non dopo molti anni, grazie alla confessione di Leonardo Marino.
Alcune ricostruzioni legano l'omicidio Calabresi agli ambienti di estrema destra: Calabresi fu ucciso infatti mentre conduceva un'indagine sul traffico d'armi e finanziamenti agli eversori tedeschi, mentre il settimanale Il Mondo scrisse, nel 1975, che l'omicidio era da ricollegare alla strage di piazza Fontana, sostenendo che il commissario aveva individuato i mandanti dell'attentato.

### Gli anarchici
Come per piazza Fontana, le prime indagini si volsero all'ambiente anarchico di cui Pinelli faceva parte, senza trovare riscontri.

### Gianfranco Bertoli e la strage della Questura di Milano

Gianfranco Bertoli.

Il 17 maggio 1973, ad un anno dall'assassinio, durante l'inaugurazione di un busto commemorativo in memoria del commissario nel cortile della questura di via Fatebenefratelli di Milano – cerimonia cui parteciparono il prefetto Libero Mazza, il sindaco Aldo Aniasi e il Ministro dell'Interno Mariano Rumor – Gianfranco Bertoli, persona dall'ideologia confusa ma dichiaratosi anarchico individualista stirneriano, lanciò una bomba a mano tra i partecipanti alla commemorazione. L'esplosione uccise 4 persone e ne ferì 52, ma non colpì il Ministro indicato come probabile obiettivo, già allontanatosi dal cortile. L'attentatore urlò: «Morirete tutti come Calabresi e ora uccidetemi come Pinelli». Durante le indagini si scoprì che Bertoli fu, tra il 1966 ed il 1971, informatore del SIFAR prima e agente infiltrato agli ordini del SID poi, con il nome in codice «Negro», oltre che iscritto anche al PCI (questa tattica di infiltrazione fra gli anarchici secondo alcuni era stata inaugurata già in precedenza, con personaggi come Mario Merlino e Antonio Sottosanti). Gianfranco Bertoli, che era da poco tornato in Italia dopo un periodo trascorso in un kibbutz israeliano, fu subito arrestato, e rivendicò l'azione come vendetta verso Rumor per la morte di Pinelli e la celebrazione postuma di Calabresi.
Secondo il perito del Tribunale di Milano, Renato Evola, uno degli identikit – da lui eseguiti nel 1989, rivedendo in parte quelli dell'epoca – del killer di Calabresi era molto simile alle fattezze del citato Bertoli, terrorista probabilmente infiltrato tra gli anarchici e autore della strage della Questura, il quale si trovava però in Israele nel 1972. Nel settembre 1970 Calabresi aveva avvertito Evola che sarebbe andato a casa sua con un confidente. A Parabiago, a casa di Evola, questo confidente (un pittore, la cui identità è rimasta segreta) descrisse le fattezze di un anarchico coinvolto in un traffico di armi e nell'organizzazione di campi paramilitari. Evola, davanti a Calabresi e al maresciallo Panessa, disegnò l'identikit: secondo quanto dichiarato da Evola nel 1990 «c'era somiglianza fra quello che avevo fatto allora e quello che feci nel '76 del killer di Calabresi. Mostrai quello di Parabiago ai testi dell'omicidio, e alcuni di loro notarono la somiglianza. Entrambi, secondo me, somigliano poi all'anarchico Bertoli». Bertoli affermò in seguito di aver sognato di «eliminare Calabresi», ma che non poté farlo per motivi logistici dovuti alla sua lontananza dall'Italia.

### Gianni Nardi

Gianni Nardi.

Uno dei primi sospettati ufficialmente dell'omicidio fu Gianni Nardi, estremista di destra delle Squadre d'Azione Mussolini (SAM), più volte arrestato per traffico d'armi e di esplosivi, il quale morì in un sospetto incidente d'auto prima che si chiarisse la sua posizione in merito a quest'ultima accusa. Inoltre i rapporti di Calabresi su quell'indagine non sono mai stati trovati.
I testimoni videro un uomo fisicamente corrispondente a Nardi (alto, biondo, dall'aspetto straniero) uccidere Calabresi, mentre come autista fu vista – da almeno tre testimoni – presumibilmente una giovane donna, con capelli lunghi, lisci e castano chiaro.
Nardi fu arrestato assieme a due presunti complici, Bruno Stefanò e la tedesca Gudrun Kiess, compagna di Nardi ed ex attrice di film per adulti, anch'ella corrispondente alla descrizione dell'autista (ma i testimoni non la riconobbero e non aveva la patente), come sospetto trafficante e in seguito indagato per l'omicidio Calabresi, ma poi vennero tutti rilasciati, poiché Nardi avrebbe avuto un alibi che lo collocava a Roma: all'inizio dice che era a Milano a casa sua, ma non gli credono; nell'appartamento trovano un revolver compatibile, ma la perizia di confronto risulta incompleta. Nardi, sospettato dalla polizia di frontiera dopo averlo confrontato con l'aspetto del killer e collegato alle indagini sul traffico d'armi, venne messo a confronto nella questura di Como con alcuni testimoni oculari, come Pietro Pappini, che ne rilevarono la somiglianza. Graziella Martone credette di riconoscere in Nardi l'uomo dell'ombrello, solo la pronuncia gli appare leggermente diversa: Marion Inge Mayer affermò che la corporatura, le mani e i capelli sono identici a quelli dell'uomo che sparò a Calabresi. Adelia Dal Piva sostenne di riconoscerlo anche di spalle.
Secondo alcune testimonianze Calabresi stava indagando anche sulla morte del nobile veronese Pietro Guarnieri, avvenuta in Kenya. Luigina Ginepro, per un periodo detenuta insieme alla Kiess, raccontò che la stessa Kiess le avrebbe confidato di essere la donna che era al volante dell'auto usata dai killer di Calabresi: «La Kiess mi disse che il commissario venne ucciso per le indagini da lui svolte nei loro confronti per fatti avvenuti in Kenya».
Nel 1976, Nardi, trasferitosi in Spagna, morì in un sospetto incidente d'auto avvenuto nell'isola di Maiorca, prima che si chiarisse la sua posizione. Nell'aprile del 1991, i magistrati, mentre indagavano sui mandanti della strage alla stazione di Bologna, trovarono negli archivi di Forte Braschi il nome di Gianni Nardi nell'elenco dei 1.915 che erano stati contattati dal SISMI per essere inseriti nella struttura Gladio. Addirittura a Gianni Nardi era stata attribuita una sigla, 0565, anche se fu dimostrato che non entrò mai a far parte dell'organizzazione (la domanda che fece ebbe un esito definito «esito N», cioè negativo). Nardi, soprannominato il «bombardiere nero», è stato anche avvicinato al cosiddetto Noto servizio o Anello, un'altra struttura segreta che secondo l'ex capo della P2 Licio Gelli sarebbe stata appannaggio di Giulio Andreotti.
Nel 1993 Donatella Di Rosa, soprannominata come «Lady Golpe» (poiché moglie del colonnello dell'esercito italiano Aldo Michittu e divenuta nota al grande pubblico per le rivelazioni fatte alla stampa circa un presunto progetto di golpe), affermò di aver partecipato a riunioni segrete, con l'intento di raccogliere fondi e organizzare un colpo di Stato, con alti esponenti delle Forze Armate ma anche con un uomo di nome Gianni Nardi. Nove giorni dopo fu riesumato in Spagna il corpo di Nardi e in pochi giorni ne fu confermata l'identità. La Di Rosa disse di averlo confuso forse con un omonimo «Gianni Nardi» o qualcuno che si spacciava per lui.
Gli esponenti di estrema destra Alessandro Danieletti, Esposti e Aldo Tisei affermarono negli anni ottanta che Nardi era coinvolto nel delitto Calabresi, come esecutore o come organizzatore. La circostanza sarebbe stata loro confermata da Pierluigi Concutelli, importante esponente di Ordine Nuovo, e da Paolo Signorelli (a cui Nardi l'avrebbe confessato in Spagna).
La vedova di Pinelli, Licia Rognini, ha dichiarato di credere che il commissario Calabresi non sia stato ucciso per vendetta per la morte del marito, bensì per farlo tacere sulle responsabilità dei suoi capi, quindi per opera di settori deviati dello Stato.

### I sosia di Nardi e Lotta Continua
Molte persone riferirono di sosia di Nardi, che lo stesso estremista di destra reclutava quando era ancora in vita: tra loro c'era un suo amico, Paolo Merlini.
Gli ex militanti di LC e poi terroristi del gruppo Prima Linea-Co.Co.Ri. Roberto Sandalo, riferendosi anche a confidenze di Marco Donat-Cattin (figlio del politico democristiano Carlo Donat-Cattin), accusò di coinvolgimento elementi del servizio d'ordine di LC di Milano, anziché Bompressi che sarebbe stato estraneo; Sandalo disse che in una foto di un cordone di Lotta Continua contenuta in un libro di Uliano Lucas del 1977, secondo quando riferito da Donat Cattin e un amico, Massimiliano Barbieri, c'era un uomo che somigliava a Nardi ma non era lui, pur essendo la persona che aveva ucciso Calabresi. Il sosia di Gianni Nardi indicato (membro del servizio d'ordine di Milano assieme ad un altro accusato presente nella fotografia, secondo Sandalo), che aveva lasciato la politica e aperto una libreria, venne interrogato nel 1981 ma risultò estraneo. Barbieri inoltre negò di aver mai posseduto quel libro.
Leonardo Marino, quando renderà le sue dichiarazioni su Sofri, Bompressi e Pietrostefani nel 1988, accusò anche altri ex membri di LC di aver partecipato con lui a rapine (alcuni di loro verranno poi assolti, mentre per altri i reati cadranno in prescrizione) o di essere a conoscenza del delitto (in questo caso però non fu creduto). Essendo state distrutte (nel caso dell'automobile, risultata demolita), o mai recuperate (l'arma del delitto) numerose prove, l'unica prova – non indiziaria – del processo fu costituita dalla testimonianza accusatoria e autoaccusatoria di Leonardo Marino. Poco dopo l'inizio del processo, venne scoperto che i proiettili erano stati venduti ad un'asta della polizia, mentre i vestiti di Calabresi erano andati perduti o distrutti; delle prove perdute erano presenti solo le foto, tra i reperti e i documenti.
Non fu tenuto conto di altre indiscrezioni, come quelle provenienti dall'ambiente delle Brigate Rosse, o le affermazioni di Sandalo, Michele Viscardi (che accusò sempre il servizio d'ordine nella persona del musicista e poi docente Franco Gavazzeni come basista, ma fu smentito da Sergio Segio e altri, a cui l'avrebbe detto, che negarono queste parole) e Donat Cattin, oltre che di un altro membro di PL, Enrico Galmozzi (che si sarebbe vantato del delitto, in quanto membro di Lotta Continua, in un colloquio con alcuni brigatisti rossi). Lo stesso Sandalo, che aveva parlato del sosia di Nardi, disse poi nel 1990 e poi nel 2005 che «un giorno a casa di Sergio Martinelli fu ospitato il commando che aveva appena gambizzato un ingegnere della Philco. Robertino Rosso, già membro della segreteria di Lc a Milano, si guardò intorno e disse: "Se confrontano gli identikit dell'attentato di oggi con quelli di chi ha ucciso Calabresi siamo tutti rovinati"». Sandalo sostenne che uno degli assassini di Calabresi non fosse Bompressi ma il latitante Giovanni Stefan detto «Ciuf-Ciuf», condannato e poi prescritto per l'omicidio di Enrico Pedenovi. Sandalo ha sempre sostenuto l'innocenza di Bompressi e Sofri, pur ammettendo che fosse un delitto maturato in Lotta Continua.

### Le Brigate Rosse e altri gruppi

Valerio Morucci nel momento del suo arresto per il sequestro Moro il 30 maggio 1979.

Le Brigate Rosse condussero anch'esse un'indagine sull'omicidio Calabresi, riassunta in otto pagine ciclostilate, presenti tra il materiale trovato il 15 ottobre 1974 nel loro covo a Robbiano di Mediglia.
Parte del materiale sequestrato, inizialmente depositato presso il Nucleo Speciale Antiterrorismo dei Carabinieri di Torino, andò successivamente smarrito dopo vari passaggi (in parte fu forse distrutto nel 1992, dopo essere stato ritenuto di nessuna utilità). Altre parti dei documenti sequestrati furono tuttavia trascritte e riassunte dagli agenti che si erano occupati dell'indagine. Sembra che i documenti e le trascrizioni, per motivi misteriosi, non siano mai pervenuti, o forse siano pervenuti solo parzialmente, agli addetti alle indagini al Tribunale di Milano. L'oblio fu rotto dalle indagini della Commissione stragi, che si fece consegnare il materiale superstite.
L'indagine delle Brigate Rosse confermava nell'impianto generale ciò che fu accertato solo anni dopo.
Le Brigate Rosse e altri gruppi armati sono entrati più volte anche nelle indagini.
Secondo l'ex BR Raimondo Etro a uccidere Calabresi sarebbe stato un altro brigatista di nome «Matteo», identificato poi con Valerio Morucci, all'epoca esponente di spicco di Potere Operaio e capo della colonna romana delle BR durante il sequestro Moro; questa informazione gli sarebbe stata riferita dal brigatista latitante Alessio Casimirri (ex di Pot.Op.): «Durante il dialogo con Casimirri, io avevo confuso la foto di una persona con quella di un'altra, e lui mi disse: "Guarda che io lo conosco, è quello che ha fatto Calabresi". Quel modo di dire, "che ha fatto Calabresi", può anche voler dire ucciso, però visto che di questa vicenda non si è ancora capito né l'inizio né la fine, può voler dire tante cose».
Anche un'altra ex BR, Emilia Libera, ha sostenuto l'opinione di Etro, parlando di «notizia che circolava nell'ambiente brigatista» ed ha sostenuto di averla appresa, nel 1977, da Antonio Savasta, anch'egli brigatista proveniente da Potere Operaio. Queste dichiarazioni non furono ritenute attendibili dalla magistratura, quando respinse la nuova istanza di revisione nel 2005, poiché Casimirri avrebbe negato ed era irreperibile (trovandosi in Nicaragua) e anche Savasta negò di aver detto alla Libera, sua ex compagna, che Morucci era il killer di Calabresi, ma ne parlò comunque col procuratore Antonio Marini. Anche Morucci negò le accuse, definendole come parte delle «leggende metropolitane» diffuse su di lui, ma querelò Casimirri. Nel 1998 Morucci era stato indagato per l'omicidio Calabresi, su indicazione di Etro, ma la sua posizione fu archiviata. I legali di Sofri, Bompressi e Pietrostefani chiesero che queste testimonianze fossero usate per un'assoluzione dettata da ragionevole dubbio nei confronti dei loro assistiti, anziché per incriminare eventualmente Morucci.

#### Giangiacomo Feltrinelli

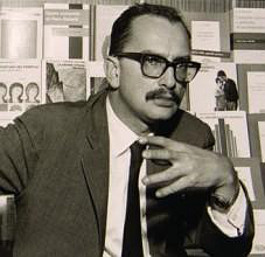
Giangiacomo Feltrinelli.

Secondo uno dei leader di Potere Operaio e Autonomia Operaia, Oreste Scalzone, il possibile mandante e organizzatore poteva essere invece il defunto fondatore dei Gruppi d'Azione Partigiana, l'editore Giangiacomo Feltrinelli, e non Adriano Sofri e Giorgio Pietrostefani. Feltrinelli era comunque già morto quando Calabresi fu assassinato.
Secondo Scalzone non è escluso che uno degli esecutori fosse davvero Leonardo Marino, ma che potrebbe aver agito su mandato di Feltrinelli, portando avanti il piano anche dopo la morte dell'editore. L'uccisione di Calabresi è comunque addebitata da Scalzone al clima della sinistra extraparlamentare, al punto che anch'egli se ne dichiarò responsabile morale. Le incongruenze di Marino deriverebbero dall'aver costruito uno scenario alternativo dopo la decisione di confessare, incolpando Sofri anziché Feltrinelli. Scalzone, amico di Feltrinelli, raccontò che «Osvaldo» (il soprannome del fondatore dei GAP), divenuto clandestino e ricercato (a causa dell'errata pista anarchica e rivoluzionaria su piazza Fontana), riteneva dei nemici golpisti da colpire principalmente tre persone: Junio Valerio Borghese, Edgardo Sogno e Luigi Calabresi, che riteneva essere un agente della CIA. Lo stile dell'omicidio senza diretta rivendicazione era stato praticato da Monika Ertl, vicina a Feltrinelli, che uccise in Germania Ovest il capo della polizia segreta boliviana Roberto Quintanilla, responsabile della morte di Che Guevara. I GAP spesso rivendicavano le azioni (mai omicidi, a quanto si sa) con diverse sigle. Tornato dall'Uruguay nel 1971, secondo questo resoconto Feltrinelli cominciò a pensare seriamente a uccidere Calabresi e gli parlò di un'azione contro il commissario, senza scendere nei particolari, ma volendo avere un avallo politico dal mondo organizzato extraparlamentare per l'attentato che stava preparando accuratamente. Essendo morto prima di lui mentre sabotava con dell'esplosivo un traliccio di Segrate (il corpo fu ritrovato proprio dagli uomini di Calabresi durante le indagini sul traffico d'armi), sempre secondo l'ex leader degli Autonomi il piano sarebbe stato realizzato da un «circolo esclusivo», composto anche da militanti stranieri legato ai GAP (ma non direttamente dai GAP stessi), con ramificazioni nella sinistra extraparlamentare compresa Lotta Continua, anche se esclude che Sofri c'entrasse qualcosa.
Scalzone rivelò poi a Mario Scialoja che, poco tempo dopo l'omicidio, arrivò una lettera di rivendicazione nella sede di Potere Operaio, firmata da un gruppo chiamato Giustizia Proletaria:
Scalzone ne parlò anche con l'ex partigiano socialista Corrado Bonfantini.

## Il processo Calabresi
Sedici anni dopo i fatti, nel luglio 1988, il caso si riaprì: Leonardo Marino, ex militante di LC, aveva volontariamente confessato di aver partecipato all'agguato contro il commissario, indicando in Adriano Sofri e Giorgio Pietrostefani i mandanti dell'azione, in Ovidio Bompressi l'esecutore materiale, in se stesso l'autista della Fiat 125.

### La confessione di Leonardo Marino
Marino – nel 1972 militante di Lotta Continua e in quell'epoca ormai del tutto lontano dall'associazione e dedito in parte a gestire un chiosco di frittelle a Bocca di Magra, in parte a rapine di autofinanziamento della propria attività e vita personale – ebbe, secondo la sua dichiarazione, una crisi di coscienza dovuta a un ripensamento e alla volontà di essere onesto anche nei confronti dei suoi due figli (il primo, chiamato Adriano come Sofri, è entrato poi nella magistratura, l'altro decise di lavorare con il padre nel chiosco ambulante). Si confessò prima con un sacerdote, Don Regolo Vincenzi, nel dicembre 1987, affermando col prete di essere stato coinvolto in un grave atto di terrorismo. Dopo un colloquio con l’ex senatore del PCI e vicesindaco della Spezia Flavio Luigi Bertone, confessò davanti ai carabinieri prima e poi ai giudici di essere stato uno dei due componenti del commando che aveva ucciso il commissario. 

Adriano Sofri e Giorgio Pietrostefani, con l'avvocato Massimo Di Noia (al centro), durante un'udienza del processo d'appello (1991).

In seguito Marino, davanti ai magistrati, dopo una lunga serie di colloqui preliminari con i carabinieri, rivelò di aver guidato l'auto usata per l'omicidio, e dichiarò che a sparare al commissario era stato Ovidio Bompressi; aggiunse che i due avevano ricevuto l'ordine di compiere l'omicidio da Adriano Sofri e Giorgio Pietrostefani, allora due dei leader del movimento.
Marino descrisse in maniera abbastanza dettagliata, ma secondo diverse fonti in modo impreciso su alcuni dettagli importanti, i particolari dell'attentato: ad ogni modo, secondo la ricostruzione da lui fornita alla magistratura, il delitto fu accuratamente preparato; le armi furono prelevate da un deposito il giorno 14 maggio, la macchina fu rubata nella notte del 15 maggio, il delitto fu eseguito il 17 maggio.
I dettagli della confessione del Marino furono ritenuti credibili e vi furono alcuni riscontri alle sue parole anche nelle intercettazioni telefoniche allegate agli atti del processo, le quali tuttavia non erano incriminanti, ma si riportavano solo le richieste d'aiuto della compagna di Sofri ad alcuni amici, per aiutare Sofri, Pietrostefani e Bompressi tramite una campagna-stampa innocentista e di solidarietà. Tra i primi contattati vi furono Claudio Martelli, Giuliano Ferrara e Gad Lerner. Dopo una lunga e contrastata vicenda giudiziaria, la magistratura ritenne attendibile la confessione di Marino (di fatto la prova principale) e condannò Bompressi, Sofri e Pietrostefani a 22 anni di carcere con sentenza definitiva. Marino fu condannato ad una pena ridotta di 11 anni, in quanto collaboratore di giustizia, ma non la sconterà mai in quanto prescritta.
I tempi del processo furono notevolmente lunghi: l'eccessiva durata dell'iter processuale congiunta alla riduzione di pena garantirà a Marino la prescrizione del reato e la libertà, dopo aver scontato solo una parte ridotta della pena in carcere preventivo, come da sentenza della Corte d'appello nel 1995.

### Depistaggio sull'omicidio Rostagno
Fu inviata una comunicazione giudiziaria anche a Mauro Rostagno, sociologo e tra i fondatori di LC, poco dopo ucciso dalla mafia vicino a Trapani. Secondo un'ipotesi, Rostagno avrebbe potuto accusare gli ex compagni di Lotta Continua di coinvolgimento nel delitto, e per questo sarebbe stato ucciso: quest'ipotesi si rivelerà completamente falsa e probabilmente un depistaggio, suggerito da un carabiniere a un giudice milanese, che poi difatti la smentì. Precisamente fu il colonnello Elio Dell'Anna che attribuì al magistrato Antonino Lombardi (giudice istruttore nel processo per l'omicidio Calabresi) affermazioni come «il Rostagno era al corrente di tutte le motivazioni, compresi esecutori e mandanti concernenti l'omicidio Calabresi [...] il Rostagno aveva rotto i ponti con i suoi ex compagni di Lotta e forse aveva intenzione di dire la verità» e la convinzione che l'omicidio fosse maturato nel contesto di Lotta Continua, tentando di portare le indagini su Rostagno in quella direzione. Il giudice Lombardi però negò decisamente di avere mai affermato che il delitto Rostagno era da collegarsi all'omicidio Calabresi. 
Anche l'avvocato con cui Rostagno si era confidato, Giuliano Pisapia, ha smentito seccamente le menzogne contenute nel rapporto del colonnello Dell'Anna:
La pista famigliare e quella di Lotta Continua furono anche sostenute, per un periodo, da alcuni giornalisti, ad esempio da Marco Travaglio e Giuseppe D'Avanzo (quest'ultimo si scusò).

### Critiche alle dichiarazioni di Marino
La confessione di Marino e l'attendibilità che gli fu riconosciuta dalla magistratura furono oggetto di critiche sia da parte della difesa di Bompressi, Pietrostefani e Sofri, sia da parte di un movimento di opinione, legato all'area intellettuale e politica cui appartenevano gli accusati dell'omicidio: tra i suoi esponenti vi erano giornalisti come Enrico Deaglio e Gad Lerner, politici come Marco Boato e Luigi Manconi. Marino fu accusato dai detrattori di mitomania o di essere un pentito «a pagamento» (c'è chi sosteneva che avesse perso anche grosse somme al gioco d'azzardo), o semplicemente di confondersi.

Leonardo Marino.

Queste critiche portarono l'attenzione sulle contraddizioni presenti nelle testimonianze di Marino, che durante il processo corresse diverse volte parti delle sue deposizioni riguardanti la partecipazione di Sofri e Pietrostefani; alcune delle sue affermazioni sui loro incontri nelle prime testimonianze furono accertate come inesatte. Queste incongruenze sono state rilevate anche dal magistrato Ferdinando Imposimato, che non partecipò al processo, nella sua analisi critica del caso. I magistrati giudicanti hanno invece attribuito ad esse un valore limitato, considerandole principalmente il risultato dei molti anni trascorsi.
Solo in una delle sue versioni dice che Sofri diresse l'azione, mentre nelle altre affida la regia a Pietrostefani e solo una sorta di via libera a Sofri. Le sole parole riferite da Marino non sono apparse a molte come univocamente incriminanti nei confronti di Sofri (in alcune versioni sono invece attribuite a Pietrostefani) in cui si afferma che Lotta Continua avrebbe pensato alla sua famiglia.
Il ruolo di Pietrostefani

Giorgio Pietrostefani.

Particolarmente rilevante, nelle tesi di chi nega o dubita della responsabilità di Sofri e Pietrostefani, fu l'iniziale affermazione della presenza di Pietrostefani nel colloquio che sarebbe avvenuto al termine di un comizio tenuto a Pisa tenuto da Sofri il 13 maggio 1972, incontro svoltosi tra lo stesso Sofri, Marino e Pietrostefani. In questo colloquio, sollecitato da Marino, questi avrebbe dovuto ottenere conferma della provenienza dal gruppo dirigente nazionale di LC del proposito di uccidere Calabresi:
Marino, già messo a parte da Pietrostefani del progetto omicida, temendo che potesse trattarsi di un proposito non avallato dai massimi dirigenti del movimento, bensì un'azione spontanea e personale di singoli militanti, chiese a Pietrostefani di favorire un incontro con Sofri (capo di LC) in cui ottenere da quest'ultimo la conferma desiderata. L'incontro avvenne quindi a Pisa e nell'originaria versione di Marino vide la partecipazione di tutti e tre: lui, Pietrostefani e Sofri.
Tuttavia nel corso del processo furono gli stessi (numerosi) verbali di polizia, redatti a seguito dell'attività di osservazione del comizio di LC (come all'epoca era usuale) ad escludere che in quella piazza quel giorno ci fosse anche Pietrostefani.
Difatti quest'ultimo, benché assai noto agli uffici di polizia pisani, non fu mai menzionato in questi verbali, mentre lo erano militanti di minor peso, quali proprio lo stesso Marino. Vi è di più: all'epoca dei fatti narrati dal chiamante in correità, Pietrostefani era latitante per un reato minore. La circostanza che questi, in stato di latitanza, si esponesse pubblicamente in luogo fortemente presidiato dalla polizia, e in una città dov'era molto conosciuto, apparve quanto mai improbabile. A seguito della contestazione di tutte queste circostanze, la versione di Marino cambiò radicalmente escludendo la presenza di Pietrostefani, prima affermata con certezza, e limitando l'incontro solo a lui e a Sofri.
La testimonianza di Marino, nonostante queste contraddizioni, fu ritenuta credibile anche a causa della linea difensiva di Pietrostefani: durante il processo ammise di essere stato un dirigente nazionale di LC ma poi, dalle sue dichiarazioni, fece capire di essere uno di passaggio, mentre tutti sapevano che se Sofri era l'ideologo lui era il capo dell'organizzazione; al punto che i militanti, quando dovevano risolvere un problema, dicevano «Chiedilo a Pietro [Pietrostefani]».
L'incontro con Sofri
L'aggiustamento sulla posizione di Bompressi creò un'incongruenza ancora maggiore nella ricostruzione dei ruoli dei diversi chiamati in correo. Marino inizialmente attribuì a Sofri il ruolo di ispiratore e mandante del progetto, a Pietrostefani quello di organizzatore, mentre lui e Bompressi si sarebbero occupati dell'esecuzione. La versione originaria, in cui l'incontro è a tre, è così articolata: dopo che Marino ha ottenuto da Sofri la rassicurazione politica ricercata, otterrebbe da Pietrostefani tutta una serie di indicazioni esecutive; recarsi a Torino, aspettare presso la sede di LC una telefonata, poi raggiungere Milano, procurarsi un'automobile ecc. Con il venir meno di Pietrostefani non si sa più a chi attribuire queste fondamentali indicazioni. Per Marino è giocoforza attribuirle a Sofri: e con ciò il ruolo di Sofri cambia repentinamente da quello di ispiratore a quello di direttore esecutivo.

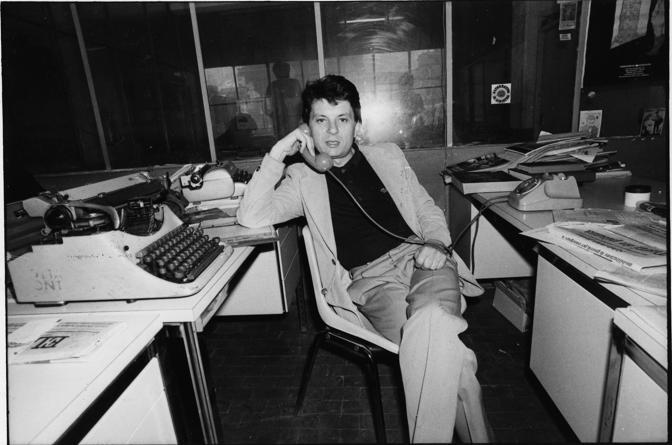
Adriano Sofri nella redazione di Lotta Continua.

Inoltre, sempre nella versione iniziale, Sofri non saprebbe del proposito di Marino di incontrarlo dopo il comizio: è Pietrostefani a farsi carico di garantire quest'incontro. Sostanzialmente avrebbe detto a Marino: «Tu vieni a Pisa, finito il comizio dico io ad Adriano che vuoi parlarci ecc.». Quando Pietrostefani scomparve e Sofri diventò, secondo la nuova versione, titolare di una serie di necessarie direttive esecutive, si creò questa situazione: Sofri si reca a Pisa e non sa affatto che incontrerà uno dei prescelti esecutori del mandato, cui dovrebbe dare una serie di dettagli operativi necessari per compiere il delitto commissionatogli. Inoltre, dopo l'incontro di Pisa, Marino si recò immediatamente a Torino e poi da lì a Milano, eseguendo le direttive ricevute, per poi partecipare all'omicidio del commissario Calabresi.
Quest'incontro quindi, decisivo per mandare ad effetto il proposito omicida – è qui che Marino avrebbe avuto le necessarie indicazioni esecutive, soprattutto quella di attendere una telefonata nella sede torinese di Lotta Continua – sarebbe avvenuto (Sofri non sa che Marino sarebbe stato a Pisa) in condizioni quanto mai aleatorie.
Leonardo Marino incappò in numerose altre contraddizioni su fatti e circostanze di rilievo. Disse che dopo il colloquio avvenuto a ridosso della Piazza del comizio pisano avrebbe immediatamente lasciato Pisa, ma sul punto fu smentito da numerosi testimoni che affermarono di aver visto Marino a casa della moglie di Sofri (Alessandra Peretti, residente a Pisa) molte ore dopo il comizio.
Marino cambiò anche le condizioni atmosferiche: in una versione l'incontro avvenne in una giornata di sole, in un colloquio di dieci minuti con Sofri e Pietrostefani; tuttavia le condizioni meteorologiche di quel giorno indicano che a Pisa era una giornata soleggiata. Cambiò quindi versione affermando che l'incontro sarebbe avvenuto sotto la pioggia il 13 maggio, sostenendo poi di non aver parlato bene con Sofri del delitto, ma di aver avuto solo l'assenso, dopo un comizio, camminando in un giorno di pioggia. Dopo essere smentito su questo, aggiustò ancora la testimonianza affermando di aver ricevuto l'assenso a casa di Sofri mentre pioveva, in un incontro di trenta secondi con il solo Sofri.
Le circostanze precise dell'omicidio
La realizzazione dell'omicidio è descritta da Marino con parecchie discordanze con quelle di altri numerosi testimoni, delle indagini e dei giornali e con alcune stranezze:
- Marino descrisse una via di fuga, dopo la consumazione dell'omicidio del commissario Calabresi, diametralmente opposta a quella accertata dagli inquirenti all'epoca dei fatti[78].
- Disse che il colore dell'automobile utilizzata per l'agguato era beige mentre essa era incontrovertibilmente blu[79], come affermato da tutti i testimoni[22].
- Descrive poi Bompressi «con i capelli ossigenati» (per camuffarsi), particolare che non venne notato da nessuna delle persone incontrate dall'attivista nei giorni seguenti, ai comizi di LC[80].
- Singolari sono alcune conferme delle sue affermazioni: invitato a descrivere l'appartamento milanese utilizzato come base per la preparazione del delitto, Marino ne diede una descrizione molto particolareggiata (a differenza di altre circostanze del delitto) che trovò pieno riscontro nel successivo sopralluogo investigativo. Risultò poi che lo stato dei luoghi, esattamente descritto da Marino, era quello risultante a seguito di una ristrutturazione dell'immobile avvenuta molti anni dopo il delitto (e l'asserito soggiorno del Marino in detto appartamento)[81].
- I testimoni videro una donna al volante dell'auto, non un uomo[32]. Tre testimoni oculari (Pietro Pappini, Luigi Gnatti, Adelia Dal Piva), interrogati separatamente, riferirono che l'autista era una giovane donna o ne aveva l'aspetto[82][83] (capelli lunghi, castano chiari o secondo altri biondi, lisci, portava una borsa a tracolla e dei pantaloni attillati)[28][39]; questa persona scese anche dall'automobile assieme al killer, e nessuno vide un uomo con le fattezze di Marino (capelli ricci, lunghi sulle spalle e di colore nero, baffi folti, non alto ma con corporatura robusta)[39], presente sul luogo[22]; i testimoni oculari descrissero anche l'omicida di Calabresi come diverso da Bompressi[39].
- Marino affermò di essere stato ospitato per una decina di giorni a casa di Berit Frigaard, ex militante di Lotta Continua, norvegese e sorella del responsabile civile dell'antiterrorismo norvegese, nel 1973. La donna ha negato recisamente. Invitato a descrivere anche questo appartamento, Marino apparve in aula confuso, e poi diede una descrizione incompatibile con quella fornita da Berit Frigaard[35].

I dubbi sul pentimento e sulla spontaneità della confessione
Incongruenze emersero anche dal racconto del parroco di Bocca di Magra, con cui Marino si sarebbe confessato. A riprova dell'esistenza di un'asserita struttura illegale di LC, di cui egli avrebbe fatto parte, disse di aver trascorso un periodo di clandestinità a Roma, citando come teste a conferma un sacerdote che ascoltato in giudizio disse di non sapere chi fosse Marino e di escludere di averlo mai conosciuto. Il parroco Don Vincenzi invece negò che Marino (come detto da quest'ultimo) gli avesse mai confessato il delitto Calabresi, dicendo (senza violare il segreto della confessione) che Marino gli parlò in alcuni incontri di un atto di terrorismo generico.
Sempre a dire del Marino una delle principali funzioni della struttura illegale era quella di procacciare illecitamente proventi per il finanziamento del giornale Lotta Continua, tuttavia collocò i presunti «espropri» a tal fine compiuti alcuni anni prima della fondazione del predetto giornale: negli stessi anni in cui, secondo la sua ricostruzione, maturava una profonda ripulsa morale e religiosa per l'omicidio cui aveva preso parte, Marino risultò essere coinvolto in alcune rapine a mano armata.
C'è chi ha sostenuto che Marino, essendo indagato per alcune rapine, avrebbe confessato al parroco che i carabinieri lo stavano cercando, e quindi non si sarebbe presentato spontaneamente; inoltre, a quanto risulta dal diario della moglie, nemmeno la decisione di confessare fu spontanea ed estemporanea.
In realtà Marino, al momento della confessione, non era in prigione, non era indagato e nessuno lo cercava. Non era un pentito «classico»: viveva tranquillo a Bocca di Magra e non aveva nessun interesse ad assumersi la responsabilità di un reato grave, come l'omicidio.
La confessione di Marino fu messa in discussione da una buona parte dell'opinione pubblica anche a causa del suo stile di vita poiché, dopo lo scioglimento di LC, si era ritirato vendendo frittelle in un baracchino ambulante, mentre Sofri iniziò a collaborare con i principali quotidiani italiani; Pietrostefani era dirigente di un'azienda di Stato, Bompressi era impiegato in una libreria.
Il denaro di Marino
Marino affermò di aver incontrato Sofri in anni successivi all'omicidio per metterlo a parte della sua resipiscenza morale, ricevendo dal Sofri uno sbrigativo rifiuto al confronto e velate minacce: venne accertato (circostanza da Marino inizialmente taciuta) che il reale motivo di tali incontri consisteva nella richiesta di prestiti pecuniari al Sofri, prestiti ottenuti e mai restituiti. Marino non affermò mai che tali prestiti fossero il prezzo del suo silenzio, ma ammise, messo di fronte ai fatti, che Sofri gli concesse invece i prestiti spontaneamente.
Fu inoltre accertato in sede processuale che Marino, fino al luglio 1988 indebitato per una somma sicuramente superiore ai 30 milioni di lire del tempo, ricevette, precedentemente alla confessione ufficiale, somme di denaro di cui non seppe giustificare la provenienza, tali da permettergli di saldare i debiti; non fu accertata la provenienza del denaro, ma non proveniva da Sofri né da altri coinvolti nel processo. Con tali somme, che non venivano nemmeno dalla rapine né dalla sua compagna (Antonia Bistolfi, di professione astrologa e cartomante), Marino poté coprire i debiti della sua attività commerciale, di cui poté tornare ad occuparsi dopo la fine della sua breve carcerazione, già nel 1988. Egli giustificò di avere guadagnato tutto quel denaro vendendo le crepes alla «Festa dei Pescatori». Secondo Sofri e i suoi legali, il denaro improvviso a disposizione di Marino sarebbe ammontato non a 30 milioni ma a 200. Mancarono riscontri a queste parole, ma dopo la confessione le finanze di Marino salirono comunque notevolmente, secondo un accertamento patrimoniale, tale da permettergli spese superiori a 200 milioni di lire, tali da comprare veicoli da lavoro e appartamenti per i figli.

### La vicenda giudiziaria e il «caso Sofri»

#### L'arresto di Sofri, Bompressi e Pietrostefani
In seguito alle dichiarazioni di Marino nel 1988, Sofri, Bompressi, Pietrostefani e Marino stesso furono brevemente arrestati, per alcuni mesi (dal 28 luglio al 6 settembre, quando furono posti agli arresti domiciliari, poi scarcerati per decorrenza dei termini). Il giudice Antonio Lombardi, accogliendo le richieste del pubblico ministero Ferdinando Pomarici, rinviò a giudizio i quattro indiziati il 7 agosto 1989 assieme ad altri 13 ex militanti di Lotta Continua, accusati da Marino di aver partecipato con lui a diverse rapine in Valle d'Aosta, Liguria e Toscana tra il 1970 e il 1981. Per altre 22 persone, tra cui i maggiori dirigenti di LC, si dichiara il non luogo a procedere. Per Luigina Ginepro, accusata di calunnia per aver chiamato in causa i neofascisti Gianni Nardi, Bruno Stefàno  e la tedesca Gudrun Kiess, fu dichiarata la prescrizione del reato: nel 1972, quando era detenuta nel carcere di San Vittore, disse ai giudici che la Kiess (sua compagna di cella) le aveva rivelato di avere guidato l'auto con cui Nardi era fuggito dopo l'uccisione del commissario, ma gli inquirenti accertarono che aveva mentito. Al termine del processo di primo grado la Corte d'assise dichiarò prescritto il reato di rapina per dieci imputati (tra cui Bompressi, Pietrostefani e lo stesso Marino) e coperto da amnistia quello di falsa testimonianza per Laura Vigliardi Paravia, assolvendo tre imputati accusati di aver partecipato ad alcune rapine.

#### Il processo

L'arresto di Adriano Sofri nel 1988.

La magistratura, dopo un lungo iter giudiziario, ha sentenziato nel gennaio del 1997 la condanna in via definitiva di Sofri, Bompressi e Pietrostefani a 22 anni di reclusione per l'omicidio di Luigi Calabresi e di Marino a 11.
Sofri e Pietrostefani furono processati come mandanti dell'omicidio, seguendo la normativa penale ordinaria in vigore nel 1972. Non fu contestato il reato di banda armata (art. 306) né circostanze come l'associazione sovversiva (art. 270), o l'attentato con finalità di eversione (art. 280), cioè nessuna delle fattispecie previste dall'ordinamento italiano quali mezzi di contrasto del terrorismo politico-ideologico, introdotte con le leggi speciali nel periodo 1977-1980. Non fu contestata neanche l'associazione per delinquere. 
Sofri, Bompressi e Pietrostefani si sono costantemente dichiarati innocenti, condotta processuale che (come risulta dalle motivazioni delle molteplici sentenze) è stata ritenuta ostativa della concessione delle attenuanti generiche prevalenti, anche se la pena irrogata è stata comunque più bassa rispetto alle normali condanne per omicidio volontario premeditato, a sfondo politico. Sono state escluse tutte le aggravanti particolari e concesse invece le attenuanti generiche equivalenti. I primi gradi del processo si svolsero, in maniera anomala, secondo il vecchio codice di procedura penale.
Tutti gli imputati sono stati condannati per il reato di concorso in omicidio (in base all'articolo 575 del codice penale italiano che stabilisce la pena della «reclusione non inferiore ad anni ventuno» per omicidio doloso e all'articolo 71 sul concorso di reati, che stabilisce come pena massima i 30 anni). Sofri e Pietrostefani hanno ricevuto la condanna per la fattispecie di «concorso morale in omicidio», Marino per concorso in omicidio volontario con numerose attenuanti, Bompressi per concorso materiale in omicidio volontario. La premeditazione (una delle motivazioni per la possibile richiesta di ergastolo o di 30 anni) non è stata considerata aggravante, per i primi due in quanto colpevoli di concorso morale, per Bompressi in quanto agì comunque in concorso. In tutti i gradi di giudizio in cui vi fu condanna venne ripetuta la stessa pena.
Tra i difensori degli imputati vi furono gli avvocati Gian Domenico Pisapia (per Sofri), deceduto nel 1995 e sostituito da Alessandro Gamberini, Massimo Di Noia (per Pietrostefani) e Gaetano Pecorella (per Bompressi).
I primi due gradi di giudizio (1990 e 1991) si conclusero con la condanna degli imputati. Già avverso alla sentenza di primo grado, Adriano Sofri non interpose appello, volendo scontare la pena come forma di protesta in quanto, come gli altri, si dichiarò sempre estraneo pur assumendosi una responsabilità morale: la sentenza non ebbe però esecuzione per l'effetto espansivo del ricorso presentato dai suoi coimputati (anche Leonardo Marino fece appello). Dopo la nuova condanna Sofri cambiò idea e presentò ricorso in Corte di cassazione. La decisione di ritenere l'appello altrui impeditivo del passaggio in giudicato della condanna anche nei confronti del non appellante Sofri (per effetto espansivo) non era scontata: segnò anzi un precedente inedito in giurisprudenza.
Sofri, prima dell'inizio del giudizio di legittimità, intraprese uno sciopero della fame per protestare contro lo spostamento del giudizio dalla prima sezione, quella di Corrado Carnevale (soprannominato «l'ammazzasentenze» per la sua propensione ad annullare le condanne per minimi vizi di forma, e quindi ritenuto più favorevole), alla sesta. Il presidente della Cassazione affidò allora il giudizio alle sezioni unite, che annullarono nel 1992 questi primi verdetti affermando «l'impossibilità di irrogare una condanna sulla sola base di una chiamata in correo priva di riscontri oggettivi».

##### La sentenza «suicida» e la condanna
Nel seguente giudizio di rinvio in appello (1993) Sofri (e tutti i coimputati, Marino compreso) sono stati assolti in base all'articolo 530 comma 2 c.p.p. (che riguarda quei casi in cui il vecchio codice prevedeva l'assoluzione per insufficienza di prove), con l'apporto decisivo dei giudici popolari. La motivazione della sentenza venne redatta dai giudici togati (in particolare dal magistrato Ferdinando Pincioni che si era pronunciato contro l'assoluzione, rimanendo in posizione di minoranza all'interno del collegio giudicante) in termini incoerenti con il dispositivo assolutorio, venendo definita «suicida» e aprendo le porte a un nuovo annullamento in Cassazione nel 1994, accogliendo il ricorso della Procura di Milano contro quest'ultimo giudizio. In realtà la motivazione «suicida» era una sentenza redatta da un giudice estensore che non condivideva l'assoluzione degli imputati (cosa piuttosto frequente nei processi penali) e non un «imbroglio» (che presuppone il dolo, sempre escluso in sede sia disciplinare sia penale).

Ovidio Bompressi.

Aveva così luogo un nuovo giudizio di rinvio (1995), più veloce e meno seguito dal pubblico, che questa volta si concludeva con la condanna di Sofri e degli altri. Sofri presentò quindi una denuncia contro il magistrato Giangiacomo Della Torre, accusato dall'ex leader di LC di aver fatto pressione sui giudici, ma verrà archiviata due anni dopo. Questa ennesima sentenza, che riprendeva le sentenze di primo grado e del primo processo d'appello, veniva infine confermata in Cassazione nel 1997, passando in giudicato dopo sette gradi di giudizio (compresi gli annullamenti). Di conseguenza Sofri e Bompressi si costituirono presso il carcere Don Bosco di Pisa; Giorgio Pietrostefani, rientrato dalla Francia dove viveva per non sottrarsi al processo, si costituì in comune accordo con gli altri due.
La condanna definitiva fu a 22 anni per Sofri e Pietrostefani, come mandanti dell'omicidio, 22 a Bompressi come esecutore materiale, mentre a Leonardo Marino furono concesse le attenuanti generiche e il reato fu dichiarato prescritto per via del fattore tempo (dovuto agli altri imputati che portarono il processo per le lunghe).

#### Il tentativo di revisione processuale
Sofri, Bompressi e Pietrostefani intrapresero uno sciopero della fame di protesta e ci furono manifestazioni di protesta di sostenitori dei tre condannati.
I tre condannati presentarono istanza di revisione presso la Corte d'appello di Milano, bocciata nel 1998 dopo il parere negativo della Procura.
Il 6 ottobre dello stesso anno la Cassazione annullò il giudizio della Corte d'appello e meno di un mese dopo, il 4 novembre, il Parlamento approvò una legge (votata all'unanimità da Ulivo e Polo per le Libertà) che spostava la competenza per le istanze di revisione dei processi alla Corte d'appello del distretto più vicino a quello in cui si era tenuto il dibattimento contestato. Gli avvocati difensori decisero di presentare ricorso presso la Corte d'appello di Brescia, che diede parere negativo. La Cassazione accolse nuovamente il ricorso e successivamente la Corte d'appello di Venezia accettò di rifare il processo.
Tra le nuove prove esaminate vi furono:
- Le testimonianze di Margherita Decio (che descriveva il killer come dall'aspetto «svizzero» e «biondo»)[107] e del vigile urbano di Massa (all'epoca studente) Roberto Torre, che rivela incongruenze sugli orari e fornisce quindi un alibi indiretto a Bompressi, a causa della lunghezza del tragitto da compiere da Milano), prima non ammesse; Bompressi sarebbe stato in un bar dove avrebbe brindato con altri, secondo Torre forse all'omicidio Calabresi, che però non avrebbe potuto compiere materialmente.
- La testimonianza dell'ex avvocato di Marino e Bistolfi, che ha rivelato un presunto desiderio di Marino di usufruire dei privilegi del collaboratore di giustizia, nonché il suo vizio del gioco.
- Il diario della moglie di Marino, in cui venne smentito un pilastro delle sentenze, cioè la credibilità di Marino anche quando dice che la Bistolfi era all'oscuro della sua intenzione di confessare un crimine, cosa confermata dalla moglie. Dal diario si evinceva che invece la Bistolfi era a conoscenza delle intenzioni del marito e che aveva mentito, per confermare la versione di Marino e renderlo più credibile[88].
- Due perizie tecniche della difesa: quella dell'ingegner Gualdi sulla Fiat 125, e quella, ritenuta più importante, del dottor Ugolini, che stabiliva che i due proiettili che colpirono il commissario non vennero esplosi dalla stessa arma, screditando il racconto di Marino sull'esecuzione del delitto.
- La testimonianza di Luciano Gnappi, resa nel 1997, all'epoca ignorato da Antonino Allegra o da una persona che si spacciò per lui[108]; Gnappi riconobbe il killer all'indomani del delitto, in una fotografia mostratagli da presunti agenti in borghese e la foto non ritraeva forse Bompressi[50], ma Allegra fece finta di nulla, la qual cosa spaventò il testimone, che ne parlò anche con suo amico[109]; egli ha lasciato intendere di aver pensato a un coinvolgimento di killer professionisti[110].

Il testimone rilasciò una deposizione dettagliata:
Allegra, però, parve completamente disinteressato:
La Cassazione e la Corte d'appello di Venezia ritennero tali elementi come nuove prove da vagliare: quindi, nel 1999 gli imputati furono scarcerati temporaneamente (Bompressi era già libero dal 1998 per problemi di salute). Come nel 1993 e nel 1995, vi era la convinzione diffusa anche tra gli esperti che il processo si sarebbe concluso positivamente per gli imputati:
Il 24 gennaio 2000 la Corte d'appello di Venezia rigettò l'istanza di revisione dopo sei giorni di camera di consiglio, con una pronuncia assai breve e senza confutare le prove a discolpa addotte dalla difesa (non fu accettato l'alibi di Bompressi, poiché «la sua fisionomia è compatibile con le rievocazioni dei testi oculari» di Milano), condannando nuovamente, tramite conferma del dispositivo del 1997, Sofri, Bompressi e Pietrostefani a 22 anni, e Marino a 11 (pena prescritta), e senza diminuire le pene ma confermandole tutte in pieno. Il verdetto fu accolto da incredulità e generale contrarietà anche da parte del mondo politico, con l'eccezione di alcuni esponenti della destra. 
Prima della conferma della condanna, Pietrostefani si sottrasse all'esecuzione della pena fuggendo in Francia (dove tuttora vive) e beneficiando della dottrina Mitterrand, mentre Sofri e Bompressi (quest'ultimo con alcune settimane di ritardo, essendo temporaneamente resosi irreperibile) rientrarono nel carcere di Pisa già nei primi mesi del 2000.
Il PG della Cassazione Vito Monetti, il 4 ottobre 2000, chiese però l'annullamento della sentenza di condanna e l'accoglimento dell'appello dei legali di Pietrostefani, quindi un nuovo appello di revisione (ritenendo «illegittima l'inclusione» di Leonardo Marino tra i coimputati del processo, decisione che «ha impedito che fosse ascoltata come testimone la Bistolfi, compagna di Marino»); il giorno seguente la Suprema Corte confermò invece il dispositivo, rendendo definitiva anche la decisione del processo di revisione.

##### Il nulla osta giudiziario alla grazia
I giudici veneziani aggiunsero però una parte controversa, favorevole anche all'immediata grazia o alla liberazione condizionale per i tre, poiché fu definito «enorme» il tempo trascorso e senza bisogno di rieducazione dei condannati, e uno degli avvocati di Sofri rilevò anche un profilo di incostituzionalità non accennato dai giudici, legato all'articolo 27. Si parlò anche di incostituzionalità perché la condanna si sarebbe basata su una legge abrogata da una legge costituzionale, per la quale non poteva bastare la parola di un pentito solo, senza riscontri validi.

#### Ulteriori tentativi di revisione
Nel 2003 la Corte europea dei diritti dell'uomo respinse un ulteriore ricorso dei tre condannati (Caso Sofri e altri v. Italia), chiesto a causa dell'irregolarità testimoniale sulla teste Bistolfi, in violazione dell'articolo 6 (giusto processo: diritto a «interrogare o far interrogare i testimoni a carico ed ottenere la convocazione e l'interrogazione dei testimoni a discarico nelle stesse condizioni dei testimoni a carico») della convenzione europea per la salvaguardia dei diritti dell'uomo e delle libertà fondamentali.
Nel 2005, facendo riferimento alle dichiarazioni del 1998 di Raimondo Etro e di altri brigatisti, i quali sostenevano che l'assassino di Calabresi fosse Valerio Morucci, venne presentata una nuova richiesta di revisione alla Corte d'appello di Milano per «ragionevole dubbio di non colpevolezza» (nonostante il procedimento su Morucci fosse stato archiviato), ma venne respinta (il «ragionevole dubbio», pur già espresso in giurisprudenza, è stato introdotto nel codice solo nel 2006).
In totale vi furono 9 gradi di giudizio sul caso Calabresi – 7 regolari e 2 di revisione – per un totale di quattro condanne, due annullamenti, un'assoluzione e due conferme in Cassazione.

#### Commenti di giuristi alla sentenza
Molti giuristi hanno criticato il processo, ritenendo che l'insistenza sulla sola prova testimoniale fornita da Marino non abbia fatto piena luce, anzi si sia configurata come un'insistenza continua su una pista sbagliata. Il giurista Luigi Ferrajoli criticò il processo per essersi svolto come un «esperimento storiografico» accusatorio sugli anni di piombo, anziché come un dibattito giudiziario. Il caso restò però emblematico per la giurisprudenza ma anche molto criticato dalla dottrina, per essere diventato un caso importante di una condanna irrogata sulla sola prova rappresentata da una chiamata in correità o in reità, non corroborata da altre prove (specialmente verso la persona di Sofri) ma solo da indizi, e in presenza inoltre di numerose contraddizioni nel resoconto del chiamante in correità. Solo negli anni di piombo, con le leggi speciali, si era difatti assistito a processi simili che spesso in altri tempi trovano l'opposizione delle corti giudicanti e degli inquirenti anche nei processi per mafia, se il pentito non è perfettamente credibile. Esistevano inoltre precedenti in senso contrario (caso Tortora e in seguito, per insufficienza di prove, quello del terrorista neofascista Delfo Zorzi) in cui i collaboratori di giustizia e i testimoni erano stati esclusi per evidenti contraddizioni e mancanze.
Negli anni successivi al processo Calabresi ci sono stati altri processi caratterizzati da un quadro indiziario ritenuto debole o persino artefatto, conclusi però con una condanna a causa della chiamata in correità di un testimone definito contraddittorio (ad esempio il processo per l'omicidio di Marta Russo). Molti esponenti del garantismo hanno accusato quindi i magistrati del processo Calabresi di aver iniziato una deriva illiberale della giustizia con un pericoloso precedente, nonostante numerose sentenze di annullamento della Cassazione, anche in questo caso, abbiano più volte stabilito che irrogare una condanna sulla parola, non pienamente confermata, di un solo testimone (specialmente quando costui ne ricavi vantaggi) sia una pratica non ortodossa e da evitare. Se unito alla tipologia del processo mediatico e all'abuso di test scientifici svolti con un protocollo irregolare, il precedente stabilito dal processo Calabresi di utilizzare come sola prova una testimonianza avrebbe costituito, secondo giuristi come Ferdinando Imposimato e il citato Ferrajoli, un'incrinatura del principio della presunzione d'innocenza stabilito dall'articolo 27 della Costituzione Italiana e dai codici, e l'inizio della vigenza della presunzione di colpevolezza, portando talvolta, de facto, sull'imputato l'onere della prova che invece spetterebbe all'accusa.

### Riassunto dei sedici anni di «iter giudiziario»

Francobollo commemorativo emesso da Poste italiane.

Furono celebrati complessivamente 7 processi, più richieste di revisione delle sentenze e altri ricorsi che durarono in tutto ben 16 anni, dal 1989 al 2005, per un totale di 8 processi, 15 sentenze e 18 pronunciamenti, considerando come termini l'inizio del primo processo e la respinta seconda revisione:
- 1º processo: il 2 maggio 1990 la Corte d'assise di Milano condannò a 22 anni di reclusione Sofri, Pietrostefani e Bompressi e a 11 anni Leonardo Marino (pena ridotta rispetto agli altri perché beneficiario di attenuanti come collaboratore di giustizia). Sofri non appella, ma viene indetto comunque il secondo grado di giudizio.
- 2º processo: il 12 luglio 1991 la Corte d'assise d'appello confermò le condanne.
- 3º processo: il 23 ottobre 1992 la Corte di cassazione annullò la sentenza con rinvio alla Corte d'appello.
- 4º processo: il 21 dicembre 1993 si concluse il nuovo processo d'appello con l'assoluzione di tutti gli imputati. La Procura di Milano ricorre in Cassazione[98].
- 5º processo: il 27 ottobre 1994 la Cassazione annullò la sentenza per incongruenza delle motivazioni e ordinò un nuovo processo.
- 6º processo: l'11 novembre 1995 vennero confermate le condanne del primo processo, eccetto per Leonardo Marino, per il quale il reato venne dichiarato prescritto (il tempo passato tra il primo processo, in cui era stato condannato a 11 anni di reclusione, e l'ultimo processo, fece raggiungere i tempi della prescrizione).
- 7º processo: il 22 gennaio 1997 la Cassazione confermò in via definitiva la condanna di Sofri, Bompressi e Pietrostefani – ad oggi unico dei tre ad essere latitante – a 22 anni di reclusione. Due giorni dopo Sofri, Pietrostefani e Bompressi entrarono in carcere a Pisa.

Successivamente la magistratura si occupò ancora del caso per la richiesta di revisione del processo, che venne dichiarata inammissibile prima a Milano, poi a Brescia, infine a Venezia nel 2000.
Furono condotti ulteriori appelli:
- 21 luglio 1997: venne presentato ricorso alla Corte europea dei diritti dell'uomo di Strasburgo.
- 18 marzo 1998: la Corte d'appello di Milano respinse la richiesta di revisione del processo basata su nuove prove.
- 6 ottobre 1998: la Cassazione annullò l'ordinanza della Corte d'appello di Milano rinviando alla Corte d'appello di Brescia la decisione sulla revisione.
- 1º marzo 1999: la Corte d'appello di Brescia respinse la richiesta di revisione del processo basata su nuove prove.
- 27 maggio 1999: la Cassazione annullò l'ordinanza delle Corte d'appello di Brescia rinviando alla Corte d'appello di Venezia la decisione sulla revisione.
- 24 agosto 1999: la Corte d'appello di Venezia accolse la richiesta di revisione, scarcerando gli imputati.
- 8º processo: il 24 gennaio 2000 la Corte d'appello di Venezia concluse l'analisi dell'istanza di revisione confermando le condanne e rifiutando l'apertura di un nuovo processo[100]. Sofri e Bompressi furono arrestati, mentre Pietrostefani fuggì in Francia.
- 9º processo: il 5 ottobre 2000 la Cassazione confermò la decisione di Venezia e respinse la richiesta di nuovo processo, chiesto dal PG, per un vizio di forma.
- 4 marzo 2003: alla Corte di Strasburgo si tenne l'udienza sull'accoglibilità del ricorso di Sofri, Pietrostefani e Bompressi.
- 11 giugno 2003: la Corte di Strasburgo dichiarò irricevibile la richiesta degli imputati[117].
- 28 novembre 2005: la Corte d'appello di Milano respinse una nuova richiesta di revisione[55].

## Il movimento d'opinione per Sofri, Bompressi e Pietrostefani
Tra gli esponenti innocentisti o comunque a favore della grazia si trovarono tra gli altri giornalisti come Giuliano Ferrara, ex appartenenti a Lotta Continua come Gad Lerner e Marco Boato, ex esponenti del Soccorso Rosso Militante come Dario Fo, Franca Rame (i due attori donarono l'incasso di molti spettacoli per la difesa di Sofri, Bompressi e Pietrostefani) e Pietro Valpreda, alcuni tra gli autori della campagna di stampa contro Calabresi che ne precedette l'assassinio come i firmatari della lettera su L'Espresso, oltre ad altri come Don Luigi Ciotti, Massimo D'Alema, Claudio Martelli, Walter Veltroni, Piero Fassino, Ferdinando Imposimato, Bobo Craxi, l'ex Presidente della Repubblica Francesco Cossiga e Marco Pannella. Inoltre aderirono a questo elenco trasversale e internazionale, prima e dopo la condanna, numerosi esponenti della cultura, dell'arte e della politica come Francesco Guccini, Vasco Rossi (che concesse l'uso del titolo di una sua canzone, Liberi liberi, al comitato in favore dei tre condannati, l'Associazione Liberi Liberi presieduta da Giovanni Buffa), Adriano Celentano, Giorgio Gaber, Jovanotti, Gianna Nannini, Paolo Hendel, Toni Capuozzo, Paola Turci, Alexander Langer, Emmanuelle Béart, Manuel Vázquez Montalbán, Vittorio Sgarbi, Jacqueline Risset, Francesco Tullio Altan, Niccolò Ammaniti, Stefano Benni, Pino Cacucci, Leonardo Sciascia, Oreste Del Buono, Carlo Feltrinelli, Enrico Deaglio, Gianni Vattimo, Andrea Zanzotto, Luigi Ferrajoli, gli Almamegretta, Franco Battiato, Lucio Dalla, Fabrizio De André, Diego Abatantuono, Antonio Albanese, Claudio Amendola, Bernardo Bertolucci, Antonio Tabucchi (autore con Umberto Eco del paragone con la vicenda Zola-Dreyfus), Vittorio Feltri e suo figlio Mattia, Luigi Berlinguer, Ermete Realacci, Fabio Fazio, Gillo Pontecorvo, Gabriele Salvatores, Luigi Manconi, Giorgio Bocca, Franco Corleone, Gaetano Pecorella, Sergio Staino, Massimo Cacciari, Vannino Chiti, Renato Nicolini.
Il pentito, afferma la tesi innocentista, durante il processo sarebbe caduto in contraddizioni che lo avrebbero portato a correggere diverse volte la propria testimonianza nelle parti che riguardavano la partecipazione come mandanti di Adriano Sofri e Giorgio Pietrostefani.
Diversa fu la posizione di Indro Montanelli: il giornalista considerava sincero il pentimento di Marino, respingendo il tentativo di farlo passare per un giocatore d'azzardo, proprietario di appartamenti e investitore di capitali nella sua attività, e si rivolse a Sofri affinché riconoscesse la sua responsabilità morale nell'omicidio Calabresi chiedendo scusa alla famiglia (che si era dichiarata favorevole alla domanda di grazia). L'ex leader di LC, che precedentemente aveva commentato critiche ricevute di Montanelli nei suoi confronti trovandovi «uno spirito di maramaldo», rispose di aver già chiesto scusa, ma Montanelli ribadì di sostenere la richiesta di grazia a patto che riconoscesse, in una lettera a Gemma Calabresi e ai suoi figli, «che la campagna di denigrazione e di istigazione contro il loro congiunto – il più corretto funzionario della polizia di Milano – fu un'infamia». Quando la Corte d'appello di Brescia respinse la richiesta di revisione Sofri reagì definendo l'Italia, dal punto di vista giudiziario, «un paese turco», e Montanelli replicò scrivendo: «[Sofri] Non si è sottratto al processo con una fuga che gli sarebbe stata facilissima, si è addossato tutte le responsabilità, non ha mai abbassato la testa: insomma, un contegno da uomo. Ma proprio per questo non mi aspettavo che si atteggiasse a "perseguitato" di uno Stato "turco" come lui ha definito quello nostro, che lo autorizza a ricevere in prigione tutte le persone che vuole, a tenervi conferenze stampa, a scrivere sui giornali, e che visibilmente sta cercando qualche decente via d'uscita a questa vicenda. Speriamo che le sue parole non giungano mai all'orecchio di Ocalan, cui farebbero sicuramente girare le scatole». Nel 2000, dopo la conferma della condanna, un po' per sfinimento e un po' per il trascorrere del tempo, Montanelli firmò un appello per la grazia a Sofri, chiedendo al Capo dello Stato di chiudere in qualche modo la questione, per «evitare di continuare ad andare avanti con la testa all'indietro».

### Amnesty International
Il rapporto 2000 di Amnesty International criticò l'Italia anche per la vicenda di Adriano Sofri, Giorgio Pietrostefani e Ovidio Bompresi. Il rapporto parlò di preoccupazione per «l'eccessiva lunghezza e complessità dei procedimenti» a carico dei tre, per la poca «equità dei procedimenti» a carico degli imputati, compreso «il verdetto finale che aveva tenuto in conto delle prove non avvalorate di un 'pentito' la cui testimonianza conteneva contraddizioni ed imprecisioni».

## La grazia all'esecutore materiale e le richieste fatte per Sofri e Pietrostefani
Il rilevante movimento di opinione pubblica, composto principalmente da simpatizzanti sinistra, si è nel tempo radunato intorno al «caso Sofri», portando per lungo tempo al centro del dibattito politico l'opportunità di concedere o meno la grazia a Giorgio Pietrostefani, Adriano Sofri e Ovidio Bompressi.
Nel 1997 il Presidente della Repubblica Oscar Luigi Scalfaro, pur sollecitato da numerosi parlamentari, circa 200, e da molti cittadini comuni (160.000 firmatari), rifiutò di firmare la grazia, con una lettera ai presidenti delle Camere, Luciano Violante e Nicola Mancino, nonostante una dichiarazione della vedova Calabresi che affermava la sua non opposizione:
L'ultima frase fu interpretata come un invito a esaminare il tema dell'indulto e alcuni senatori di entrambi gli schieramenti (Ersilia Salvato, Cesare Salvi, Luigi Manconi, Domenico Contestabile e Francesca Scopelliti) promossero un disegno di legge rimasto giacente (soprannominato «legge Sofri») sulla libertà condizionale per i reati precedenti a 20 anni (se non reiterati), volta a promuovere una sorta di amnistia sociale nei confronti dei reati «politici» degli anni di piombo, chiesta anche dai «fuoriusciti», cioè gli ex terroristi che vivevano in Francia sotto la dottrina Mitterrand. Marco Boato promosse invece durante la presidenza di Carlo Azeglio Ciampi un disegno di legge costituzionale per conferire al Presidente il potere esclusivo di concessione della grazia.
Riguardo al rischio di grazia come «ulteriore grado di giudizio» abusivo (su pressione degli innocentisti), paventato da Scalfaro nel 1997, lo stesso Scalfaro aveva precedentemente concesso la grazia in un altro caso giuridicamente controverso, quello di Massimo Carlotto, nel 1993. In quel caso Scalfaro firmò il provvedimento, configuratosi nell'opinione pubblica come un super-giudizio di innocenza, pochi giorni dopo la condanna definitiva, dopo richiesta presentata dalla famiglia dell'imputato.
Tra il 2001 e il 2006 i ripetuti inviti a dare corso alla richiesta di grazia, avanzati in maniera trasversale da esponenti della politica e della cultura (ma mai da Sofri in persona), sono sempre stati respinti dal Ministro della Giustizia Roberto Castelli, malgrado il Presidente della Repubblica Carlo Azeglio Ciampi avesse nello stesso periodo più volte manifestato la volontà di concederla, tanto da giungere a un conflitto con il guardasigilli risolto poi dalla Corte costituzionale che, con sentenza n. 200 del 18 maggio 2006, ha stabilito che non spetta al Ministro della Giustizia di impedire la prosecuzione del procedimento di grazia, ma esso è un libero provvedimento motu proprio del Capo dello Stato; in poche parole Ciampi avrebbe potuto concedere la grazia anche senza la controfirma del guardasigilli.
Alla fine la grazia non fu concessa perché la sentenza fu emessa tre giorni dopo che Ciampi aveva concluso il suo mandato di Presidente della Repubblica.
Il 31 maggio 2006 il neoeletto Presidente della Repubblica Giorgio Napolitano firmò il decreto di concessione della grazia a Ovidio Bompressi, già posto da anni ai domiciliari, che ne aveva fatto richiesta espressamente, su proposta e parere favorevole del Ministro della Giustizia Clemente Mastella. Tale provvedimento s'innestava sull'istruttoria iniziata già col predecessore di Napolitano.

### Fine della vicenda giudiziaria
Nessun provvedimento di grazia è stato portato avanti nelle sedi competenti per Adriano Sofri (che non lo ha mai chiesto) e Giorgio Pietrostefani, i due fondatori di Lotta Continua. Sofri è stato posto in semilibertà nel 2005, e in seguito a una grave malattia, la pena è stata differita e poi scontata in clinica e nella sua casa pisana in regime di detenzione domiciliare. Usufruendo di sconti di pena regolari (legge Gozzini e liberazione anticipata), Sofri è stato scarcerato ufficialmente nel 2012, dopo aver scontato 15 anni su 22, 9 in carcere e il resto in altri regimi. Negli anni ha continuato l'attività di giornalista e scrittore. Pietrostefani rimane latitante in Francia, e potrà rientrare con la prescrizione del reato che avverrà nel 2027. Per la giustizia francese non è estradabile sia per la dottrina Mitterrand, sia perché il reato è considerato prescritto.

## Assunzione di responsabilità morale da parte di Sofri
Il 9 gennaio 2009, in un'intervista al Corriere della Sera, pur ribadendo la sua innocenza nel delitto di concorso morale in omicidio, Adriano Sofri (poco prima dell'estinzione della pena, avvenuta tre anni dopo) si è assunto la corresponsabilità morale dell'omicidio, per aver scritto, ad esempio, «Calabresi sarai suicidato» e per aver rifiutato all'epoca di deplorare il delitto.
Sofri fu uno dei pochi (un altro fu Carlo Ripa di Meana, firmatario dell'appello dell'Espresso) a chiedere perdono per la campagna stampa contro Calabresi. Già nel 1998 Sofri aveva espresso parole di condanna per il delitto Calabresi, e presentato scuse pubbliche alla vedova del commissario per aver contribuito a istigare al linciaggio nei confronti del marito, «con l'uso di termini e l'evocazione di sentimenti detestabili allora e tanto più detestabili e orribili oggi»; Sofri si assunse quindi la colpevolezza di aver compiuto un'istigazione a delinquere, pur dicendosi sempre innocente a livello penale per quanto riguarda l'ideazione e l'esecuzione dell'omicidio, e vittima di un errore giudiziario.
Secondo il giornalista Giampiero Mughini (per un periodo direttore responsabile del quotidiano) in Lotta Continua molti, compreso Sofri, sapevano che qualcuno all'interno del movimento stava preparando il delitto (che fosse Marino con altri rimasti ignoti, oppure no), ma egli ne sarebbe comunque estraneo per quanto riguarda la realizzazione, ossia non ne fu il mandante come dice la sentenza («Io non reputo che Sofri abbia dato l'ordine di uccidere. O più precisamente non lo reputo provato. Che è poi la sola cosa che conta» disse Mughini). Mughini sostiene altresì che Sofri si sia assunto la responsabilità, anche penale, per i veri responsabili, perché li conosceva o sapeva che venivano dal suo movimento e da coloro che leggevano il suo giornale.
Il riferimento è a un articolo di Sofri, pubblicato senza titolo l'11 settembre 2008 sul Foglio, nella rubrica Piccola posta di cui si occupa, in cui scrive tra l'altro:
Poi l'ex leader di LC prende ancora le distanze dal delitto, ma accanto alla richiesta che si facesse però giustizia e piena luce sulla morte di Pinelli, in quanto a suo avviso fu questa ingiustizia che spinse al delitto, non una volontà terroristica o di odio:

Anche lo scrittore Erri De Luca, ex responsabile del servizio d'ordine armato del gruppo a Roma, ha parlato riguardo alla presunta partecipazione di LC o dei suoi vertici all'omicidio, intervistato da Claudio Sabelli Fioretti: 

## Filmografia e serie tv
- Romanzo di una strage, regia di Marco Tullio Giordana (2012).
- Il commissario, episodio della miniserie televisiva Gli anni spezzati, regia di Graziano Diana (2014).